# Soy Luna Live
Soy Luna Live es la segunda gira mundial de la serie de televisión de Argentina de Disney Channel Latinoamérica, Soy Luna, junto a las bandas, At The Gates y Soulfly. La gira musical pasó por distintos escenarios de Europa iniciando el 5 de enero de 2018 en España y finalizando el 9 de abril del mismo año en Bélgica. 

## Antecedentes
A fines de mayo del 2017, se dieron a conocer las fechas de la gira musical en Europa, llamada Soy Luna Live, y su primera parada fue en Barcelona el 5 de enero de 2018. 
El espectáculo de la serie se presentó por nueve países de Europa, realizando 49 funciones en 37 ciudades del continente. La gira finalizó el 9 de abril en la ciudad de Bruselas.

## Elenco
- Karol Sevilla como Luna Valente
- Ruggero Pasquarelli como Matteo Balsano
- Michael Ronda como Simón Álvarez
- Valentina Zenere como Ámbar Smith
- Gastón Vietto como Pedro Arias
- Malena Ratner como Delfina Alzamendi
- Jorge López como Ramiro Ponce
- Ana Jara como Jimena Medina
- Chiara Parravicini como Yamila Sánchez
- Carolina Kopelioff como Nina simonetti

## Lista de canciones
| Europa (2018) |
| --- |
| España - Portugal - Francia - Suiza - Alemania - Austria - Bélgica - Eslovenia 1. Intro 2. Alas (Karol Sevilla, Ruggero Pasquarelli, Michael Ronda, Valentina Zenere, Gastón Vietto, Malena Ratner, Jorge López, Ana Jara y Chiara Parravicini) 3. Siempre juntos (Karol Sevilla, Ruggero Pasquarelli, Michael Ronda, Valentina Zenere, Gastón Vietto, Malena Ratner, Jorge López, Ana Jara y Chiara Parravicini) 4. Prófugos (Karol Sevilla, Ruggero Pasquarelli, Michael Ronda, Valentina Zenere, Gastón Vietto, Malena Ratner, Jorge López, Ana Jara y Chiara Parravicini) 5. La vida es un sueño (Karol Sevilla) 6. Invisibles (Michael Ronda, Gastón Vietto y Ruggero Pasquarelli) 7. Sobre ruedas (Karol Sevilla, Valentina Zenere, Malena Ratner, Ana Jara y Chiara Parravicini) 8. Siento (Ruggero Pasquarelli) 9. Mírame a mí (Valentina Zenere) 10. Eres (Karol Sevilla, Michael Ronda y Ruggero Pasquarelli) 11. Chicas así (Valentina Zenere y Malena Ratner) 12. Valiente (Versión acústica) (Michael Ronda y Karol Sevilla) 13. Linda (Michael Ronda, Gastón Vietto y Ruggero Pasquarelli) 14. Música en ti (Karol Sevilla) 15. I'd Be Crazy (Ruggero Pasquarelli, Michael Ronda, Gastón Vietto y Jorge López) 16. A rodar mi vida (Versión acústica) (Chiara Parravicini, Jorge López y Ana Jara) 17. Sólo para ti (Karol Sevilla) 18. Catch Me If You Can (Valentina Zenere) 19. Qué más da (Karol Sevilla y Ruggero Pasquarelli) 20. Allá voy (Ruggero Pasquarelli) 21. Yo quisiera (Michael Ronda) 22. Un destino (Karol Sevilla, Michael Ronda, Ruggero Pasquarelli y Gastón Vietto) 23. Valiente (Karol Sevilla, Ruggero Pasquarelli, Michael Ronda, Valentina Zenere, Gastón Vietto, Malena Ratner, Jorge López, Ana Jara y Chiara Parravicini) 24. Vuelo (Karol Sevilla, Ruggero Pasquarelli, Michael Ronda, Valentina Zenere, Gastón Vietto, Malena Ratner, Jorge López, Ana Jara, y Chiara Parravicini) 25. Alas (Karol Sevilla, Ruggero Pasquarelli, Michael Ronda, Valentina Zenere, Gastón Vietto, Malena Ratner, Jorge López, Ana Jara, y Chiara Parravicini) 26. Siempre juntos (Karol Sevilla, Ruggero Pasquarelli, Michael Ronda, Valentina Zenere, Gastón Vietto, Malena Ratner, Jorge López, Ana Jara y Chiara Parravicini) |

| Málaga, segundo concierto (2018) |
| --- |
| España 1. Intro 2. Alas (Karol Sevilla, Ruggero Pasquarelli, Michael Ronda, Valentina Zenere, Gastón Vietto, Malena Ratner, Jorge López, Ana Jara y Chiara Parravicini) 3. Siempre juntos (Karol Sevilla, Ruggero Pasquarelli, Michael Ronda, Valentina Zenere, Gastón Vietto, Malena Ratner, Jorge López, Ana Jara y Chiara Parravicini) 4. Prófugos (Karol Sevilla, Ruggero Pasquarelli, Michael Ronda, Valentina Zenere, Gastón Vietto, Malena Ratner, Jorge López, Ana Jara y Chiara Parravicini) 5. La vida es un sueño (Karol Sevilla) 6. Invisibles (Michael Ronda, Gastón Vietto y Ruggero Pasquarelli) 7. Sobre ruedas (Karol Sevilla, Valentina Zenere, Malena Ratner, Ana Jara y Chiara Parravicini) 8. Siento (Ruggero Pasquarelli) 9. Mírame a mí (Valentina Zenere) 10. Eres (Karol Sevilla, Michael Ronda y Ruggero Pasquarelli) 11. Chicas así (Valentina Zenere y Malena Ratner) 12. Valiente (Versión acústica) (Michael Ronda y Karol Sevilla) 13. Linda (Michael Ronda, Gastón Vietto y Ruggero Pasquarelli) 14. Música en ti (Karol Sevilla) 15. I'd Be Crazy (Ruggero Pasquarelli, Michael Ronda, Gastón Vietto y Jorge López) 16. A rodar mi vida (Versión acústica) (Chiara Parravicini, Jorge López y Ana Jara) 17. Sólo para ti (Karol Sevilla) 18. Catch Me If You Can (Valentina Zenere) 19. Qué más da (Karol Sevilla y Ruggero Pasquarelli) 20. Allá voy (Ruggero Pasquarelli) 21. Yo quisiera (Michael Ronda) 22. Un destino (Karol Sevilla, Michael Ronda, Ruggero Pasquarelli y Gastón Vietto 23. Alas (Karol Sevilla, Ruggero Pasquarelli, Michael Ronda, Valentina Zenere, Gastón Vietto, Malena Ratner, Jorge López, Ana Jara y Chiara Parravicini) |

| Italia (2018) |
| --- |
| Italia 1. Intro 2. Tutto è possibile (Karol Sevilla, Ruggero Pasquarelli, Michael Ronda, Valentina Zenere, Gastón Vietto, Malena Ratner, Jorge López, Ana Jara y Chiara Parravicini) 3. Siempre juntos (Karol Sevilla, Ruggero Pasquarelli, Michael Ronda, Valentina Zenere, Gastón Vietto, Malena Ratner, Jorge López, Ana Jara y Chiara Parravicini) 4. Prófugos (Karol Sevilla, Ruggero Pasquarelli, Michael Ronda, Valentina Zenere, Gastón Vietto, Malena Ratner, Jorge López, Ana Jara y Chiara Parravicini) 5. La vida es un sueño (Karol Sevilla) 6. Invisibles (Michael Ronda, Gastón Vietto y Ruggero Pasquarelli) 7. Sobre ruedas (Karol Sevilla, Valentina Zenere, Malena Ratner, Ana Jara y Chiara Parravicini) 8. Siento (Ruggero Pasquarelli) 9. Mírame a mí (Valentina Zenere) 10. Eres (Karol Sevilla, Michael Ronda y Ruggero Pasquarelli) 11. Chicas así (Valentina Zenere y Malena Ratner) 12. Valiente (Versión acústica) (Michael Ronda y Karol Sevilla) 13. Linda (Michael Ronda, Gastón Vietto y Ruggero Pasquarelli) 14. Música en ti (Karol Sevilla) 15. I'd Be Crazy (Ruggero Pasquarelli, Michael Ronda, Gastón Vietto y Jorge López) 16. A rodar mi vida (Versión acústica) (Chiara Parravicini, Jorge López y Ana Jara) 17. Sólo para ti (Karol Sevilla) 18. Catch Me If You Can (Valentina Zenere) 19. Qué más da (Karol Sevilla y Ruggero Pasquarelli) 20. Allá voy (Ruggero Pasquarelli) 21. Yo quisiera (Michael Ronda) 22. Un destino (Karol Sevilla, Michael Ronda, Ruggero Pasquarelli y Gastón Vietto 23. Valiente (Karol Sevilla, Ruggero Pasquarelli, Michael Ronda, Valentina Zenere, Gastón Vietto, Malena Ratner, Jorge López, Ana Jara y Chiara Parravicini) 24. Vuelo (Karol Sevilla, Ruggero Pasquarelli, Michael Ronda, Valentina Zenere, Gastón Vietto, Malena Ratner, Jorge López, Ana Jara y Chiara Parravicini) 25. Tutto è possibile (Karol Sevilla, Ruggero Pasquarelli, Michael Ronda, Valentina Zenere, Gastón Vietto, Malena Ratner, Jorge López, Ana Jara y Chiara Parravicini) 26. Siempre juntos (Karol Sevilla, Ruggero Pasquarelli, Michael Ronda, Valentina Zenere, Gastón Vietto, Malena Ratner, Jorge López, Ana Jara y Chiara Parravicini) |

## Presentaciones
| Fecha                 | Ciudad      | País      | Lugar                              | Núm. de Funciones |
| Europa                | Europa      | Europa    | Europa                             | Europa            |
| --------------------- | ----------- | --------- | ---------------------------------- | ----------------- |
| 5 de enero de 2018    | Barcelona   | España    | Palau Sant Jordi                   | 1                 |
| 7 de enero de 2018    | Madrid      | España    | WiZink Center                      | 2                 |
| 9 de enero de 2018    | Bilbao      | España    | Bizkaia Arena                      | 1                 |
| 11 de enero de 2018   | Zaragoza    | España    | Pabellón Príncipe Felipe           | 1                 |
| 13 de enero de 2018   | Málaga      | España    | Palacio de Deportes Martín Carpena | 1                 |
| 14 de enero de 2018   | Málaga      | España    | Palacio de Deportes Martín Carpena | 1                 |
| 17 de enero de 2018   | Sevilla     | España    | Palacio de Deportes de San Pablo   | 1                 |
| 18 de enero de 2018   | Sevilla     | España    | Palacio de Deportes de San Pablo   | 1                 |
| 20 de enero de 2018   | Lisboa      | Portugal  | MEO Arena                          | 2                 |
| 21 de enero de 2018   | Lisboa      | Portugal  | MEO Arena                          | 1                 |
| 24 de enero de 2018   | Turín       | Italia    | Pala Alpitour                      | 1                 |
| 27 de enero de 2018   | Roma        | Italia    | PalaLottomatica                    | 1                 |
| 28 de enero de 2018   | Roma        | Italia    | PalaLottomatica                    | 1                 |
| 30 de enero de 2018   | Nápoles     | Italia    | PalaPartenope                      | 2                 |
| 31 de enero de 2018   | Florencia   | Italia    | Mandela Forum                      | 1                 |
| 2 de febrero de 2018  | Milán       | Italia    | Mediolanum Forum                   | 1                 |
| 3 de febrero de 2018  | Milán       | Italia    | Mediolanum Forum                   | 1                 |
| 6 de febrero de 2018  | Padua       | Italia    | Palasport                          | 1                 |
| 9 de febrero de 2018  | Bolonia     | Italia    | Unipol Arena                       | 1                 |
| 14 de febrero de 2018 | Lyon        | Francia   | Halle Tony Garnier                 | 1                 |
| 15 de febrero de 2018 | Ginebra     | Suiza     | Arena de Genève                    | 1                 |
| 17 de febrero de 2018 | Burdeos     | Francia   | Métropole Aréna                    | 1                 |
| 18 de febrero de 2018 | Toulouse    | Francia   | Zénith de Toulouse                 | 1                 |
| 20 de febrero de 2018 | Niza        | Francia   | Palais Nikaia                      | 1                 |
| 21 de febrero de 2018 | Marsella    | Francia   | Dôme Marseille                     | 1                 |
| 24 de febrero de 2018 | París       | Francia   | Zénith de Paris                    | 1                 |
| 25 de febrero de 2018 | París       | Francia   | Zénith de Paris                    | 1                 |
| 28 de febrero de 2018 | Lille       | Francia   | Zénith de Lille                    | 1                 |
| 2 de marzo de 2018    | Nantes      | Francia   | Zénith de Nantes                   | 1                 |
| 4 de marzo de 2018    | Montpellier | Francia   | Zénith de Montpellier              | 1                 |
| 15 de marzo de 2018   | Hamburgo    | Alemania  | Barclaycard Arena                  | 1                 |
| 17 de marzo de 2018   | Mannheim    | Alemania  | SAP Arena                          | 1                 |
| 18 de marzo de 2018   | Zúrich      | Suiza     | Hallenstadion                      | 1                 |
| 22 de marzo de 2018   | Berlín      | Alemania  | Mercedes-Benz-Arena                | 1                 |
| 24 de marzo de 2018   | Colonia     | Alemania  | Lanxess Arena                      | 1                 |
| 25 de marzo de 2018   | Múnich      | Alemania  | Olympiahalle                       | 1                 |
| 29 de marzo de 2018   | Stuttgart   | Alemania  | Hanns-Martin-Schleyer-Halle        | 1                 |
| 31 de marzo de 2018   | Oberhausen  | Alemania  | König-Pilsener-Arena               | 2                 |
| 1 de abril de 2018    | Fráncfort   | Alemania  | Festhalle                          | 1                 |
| 3 de abril de 2018    | Liubliana   | Eslovenia | Arena Stožice                      | 1                 |
| 4 de abril de 2018    | Liubliana   | Eslovenia | Arena Stožice                      | 1                 |
| 5 de abril de 2018    | Viena       | Austria   | Wiener Stadthalle                  | 1                 |
| 6 de abril de 2018    | Viena       | Austria   | Wiener Stadthalle                  | 1                 |
| 8 de abril de 2018    | Leipzig     | Alemania  | Leipzig Arena                      | 1                 |
| 9 de abril de 2018    | Bruselas    | Bélgica   | Palais 12                          | 1                 |

### Recaudaciones
| Fecha               | width="170" rowspan="234 "\| Lugar | Ciudad   | Funciones | Entradas vendidas / Entradas disponibles | Recaudación |
| ------------------- | ---------------------------------- | -------- | --------- | ---------------------------------------- | ----------- |
| 15 de marzo de 2018 | Barclaycard Arena                  | Hamburgo | 1         | 14,376 / 16.000                          | $557,001    |
| 18 de marzo de 2018 | Hallenstadion                      | Zúrich   | 1         | 9,975 / 11,200                           | $552,429    |
| 22 de marzo de 2018 | Mercedes-Benz Arena                | Berlín   | 1         | 15,560 / 17,000                          | $549,067    |